# Герб Глибокої
Герб Глибокої — один з офіційних символів селища міського типу Глибока, районного центру Чернівецької області. Затверджений 12 грудня 2008р. рішенням №209-23/09 сесії селищної ради.

## Опис
У срібному щиті сходить червоне сонце без обличчя з такими ж променями, довгими і короткими поперемінно. Поверх усього Діва Марія з золотим німбом, в лазуровому одязі і червоному плащі, що тримає в руках срібний покров, обтяжений трьома золотими хрестами. У зеленій увігнутій базі два золотих лісових горіха. Щит вписаний в золотий декоративний картуш і увінчаний срібною міською короною.